# Christiane Scrivener

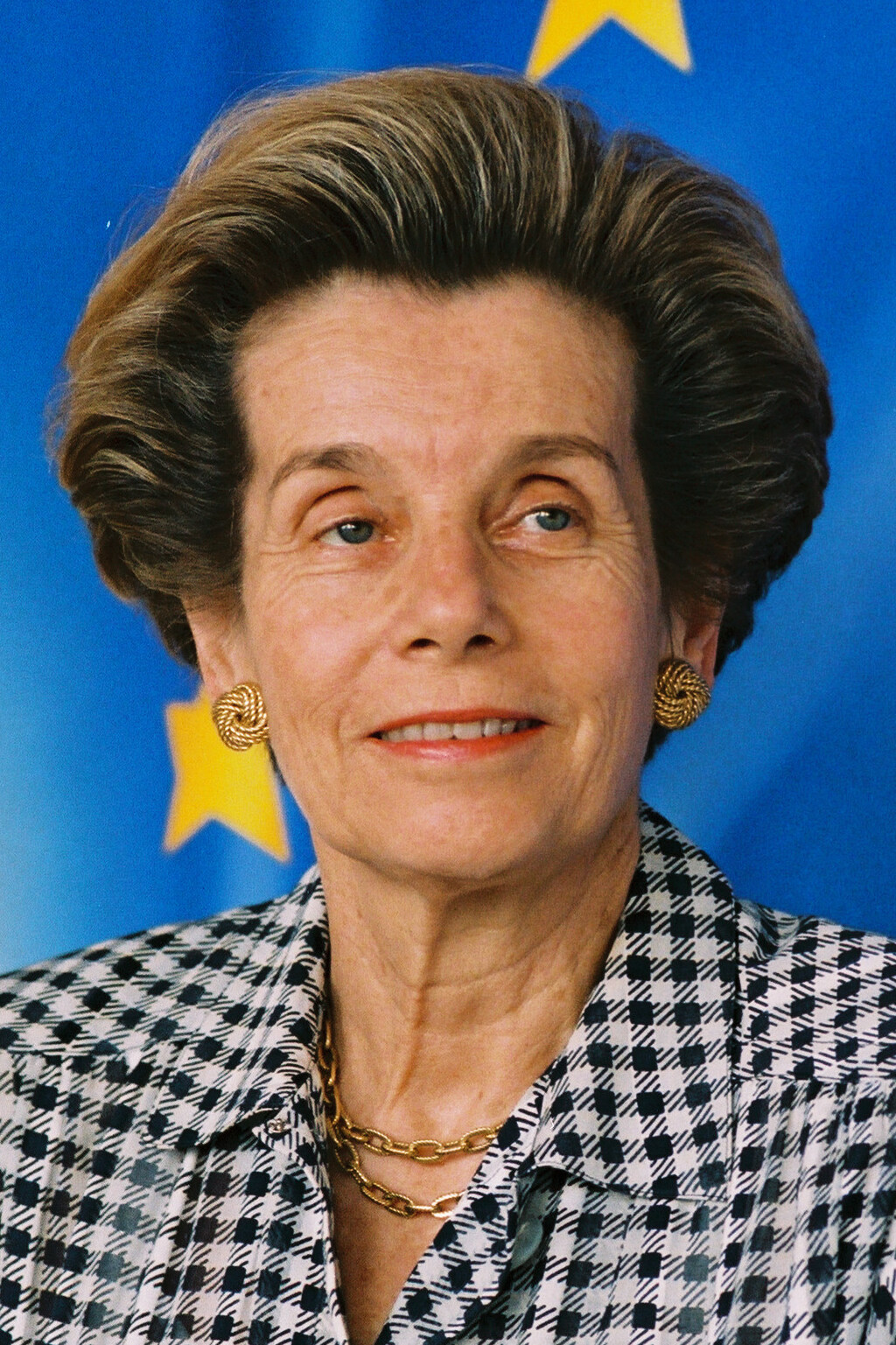
Christiane Scrivener, 1989

Christiane Scrivener (* 1. September 1925 in Mülhausen; † 8. April 2024) war eine französische Politikerin. Sie war von 1989 bis 1995 EU-Kommissarin.

## Werdegang
Von 1976 bis 1978 war sie in den Regierungen von Jacques Chirac und Raymond Barre für den Schutz der Verbraucher zuständig. In dieser Funktion führte sie mehrere gesetzgebende Änderungen durch. Dazu gehörte auch das loi sur la protection et l'information des consommateurs de produits et de services (Gesetz zum Schutz der Verbraucherberatung von Produkten und Diensten), bekannt als loi Scrivener.
Sie war von 1979 bis 1984 Mitglied des Europäischen Parlaments.
Von 1989 bis 1995 war sie Kommissarin für Steuern und Zollunion in der Kommission Delors II und damit die erste Frau als Mitglied einer Europäischen Kommission. In den Jahren 1993 bis 1995 übernahm sie zusätzlich innerhalb der Kommission das Ressort Verbraucherschutz.